# Лісове (Рокитнівська селищна громада)
Лісове́ — село в Україні,   у Рокитнівській селищній громаді Сарненського району Рівненської області
Населення становить 280 осіб.
Село розташоване біля річки Берест, за 105 км на північний схід від Рівного, 250 км на захід від Києва. Залізнична станція на лінії Сарни–Олевськ.

## Населення
За переписом населення 2001 року в селі мешкали 274 особи. 100 % населення вказали своєї рідною мовою українську мову.

## Культура, освіта, спорт
У селі працює загальноосвітня школа I ступеня, вчаться учні 1-4 класів. Старших учнів возить шкільний автобус у сусіднє село Рокитне.
Культурний комплекс представлений будинком культури.